# Nepeta
Nepeta  L., 1753 è un genere di piante Spermatofite Dicotiledoni appartenenti alla famiglia delle Lamiaceae, dall'aspetto di piccole erbacee dal tipico fiore labiato.

## Etimologia
Il nome del genere si trova per la prima volta negli scritti di Gaio Plinio Secondo (Como, 23 – Stabiae, 25 agosto 79]) scrittore, ammiraglio e naturalista romano, e deriva da un antico nome latino (nepetum), di origine preindoeuropea (tema mediterraneo nepa), per una pianta aromatica originaria di Nepi (Etruria)..
Il nome scientifico del genere è stato definito da Linneo (1707 – 1778), conosciuto anche come Carl von Linné, biologo e scrittore svedese considerato il padre della moderna classificazione scientifica degli organismi viventi, nella pubblicazione "Species Plantarum - 2: 570. 1753" del 1753.

## Descrizione

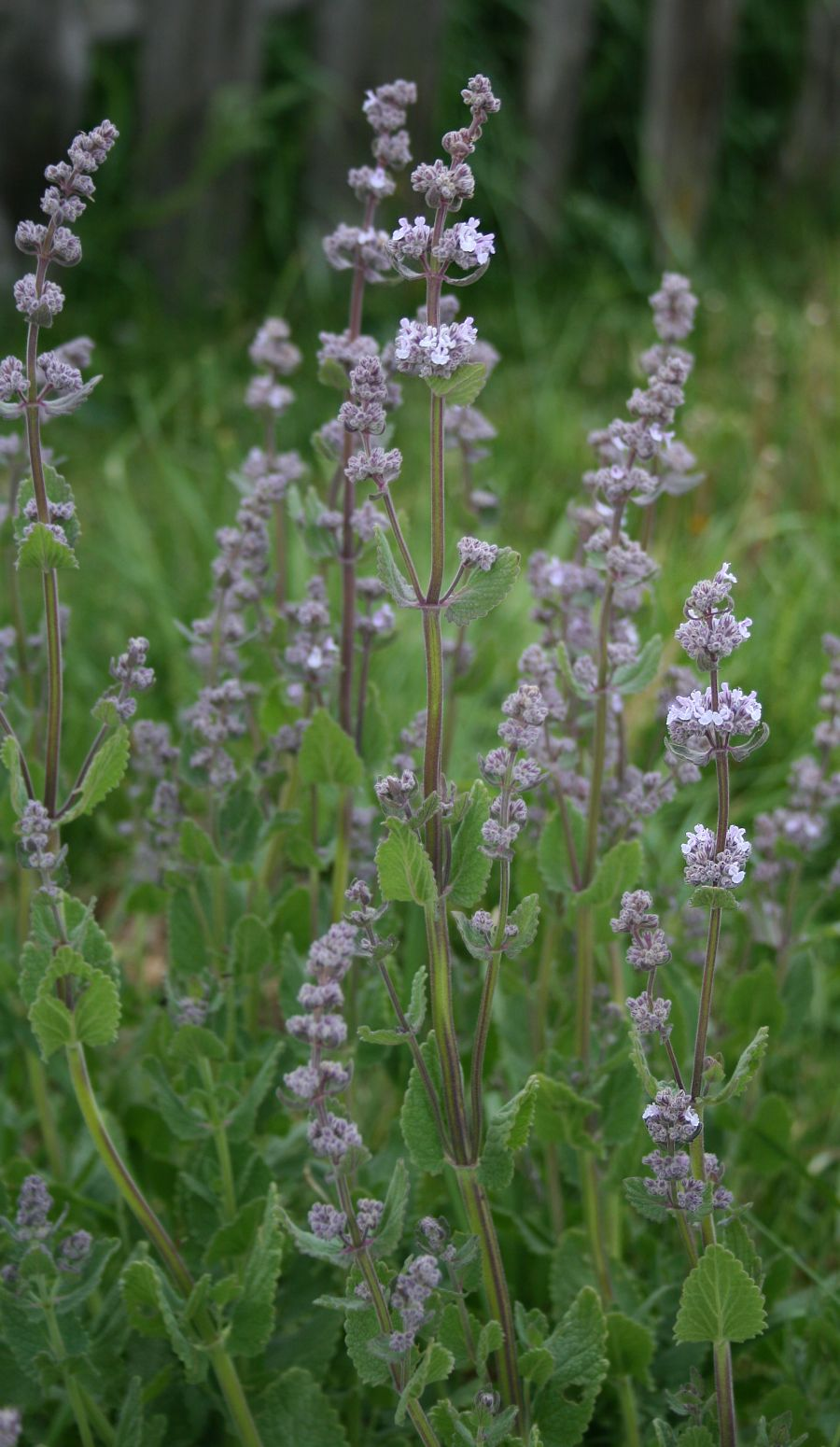
Il portamento
Nepeta nuda

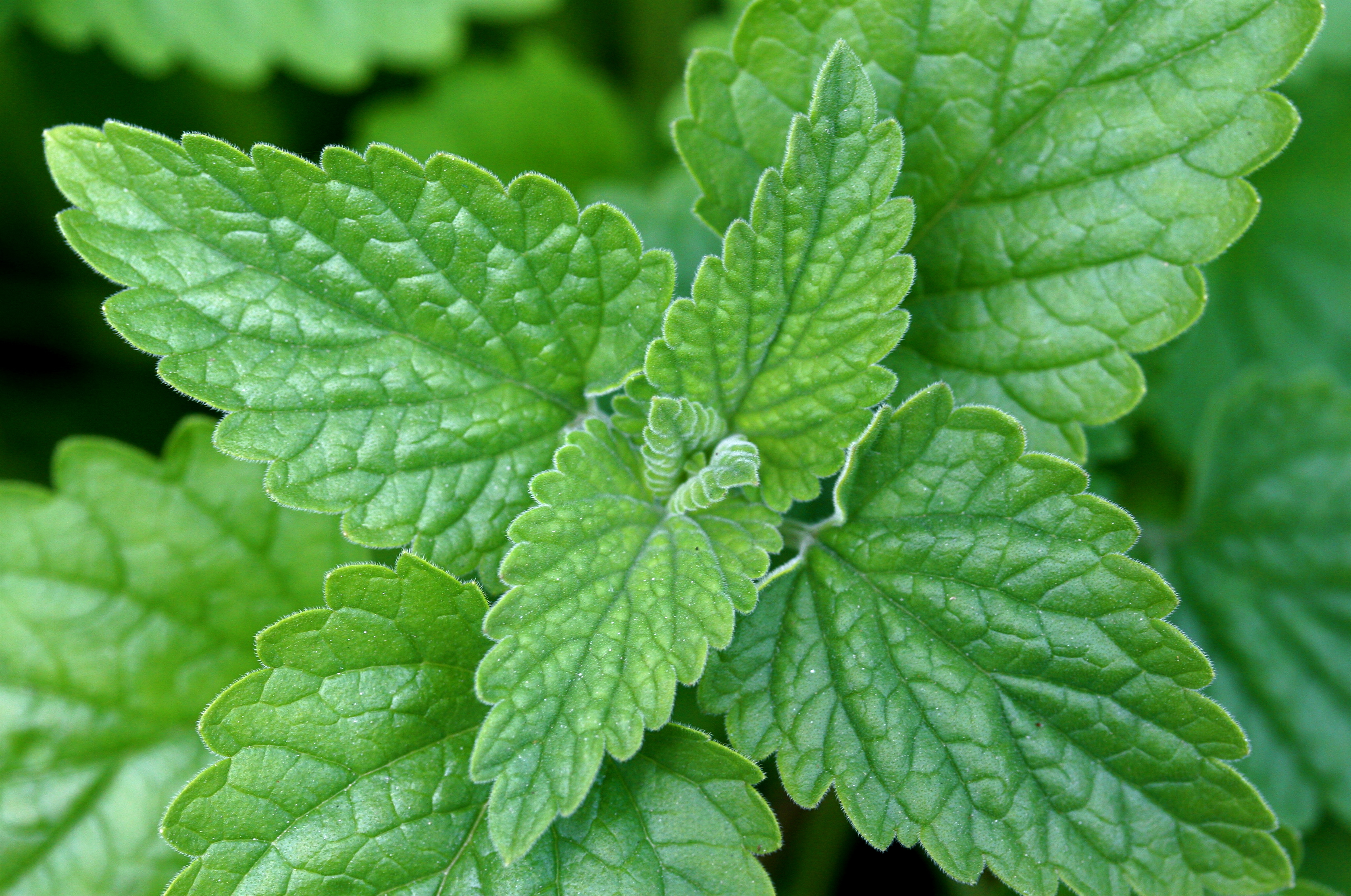
Le foglie
Nepeta cataria

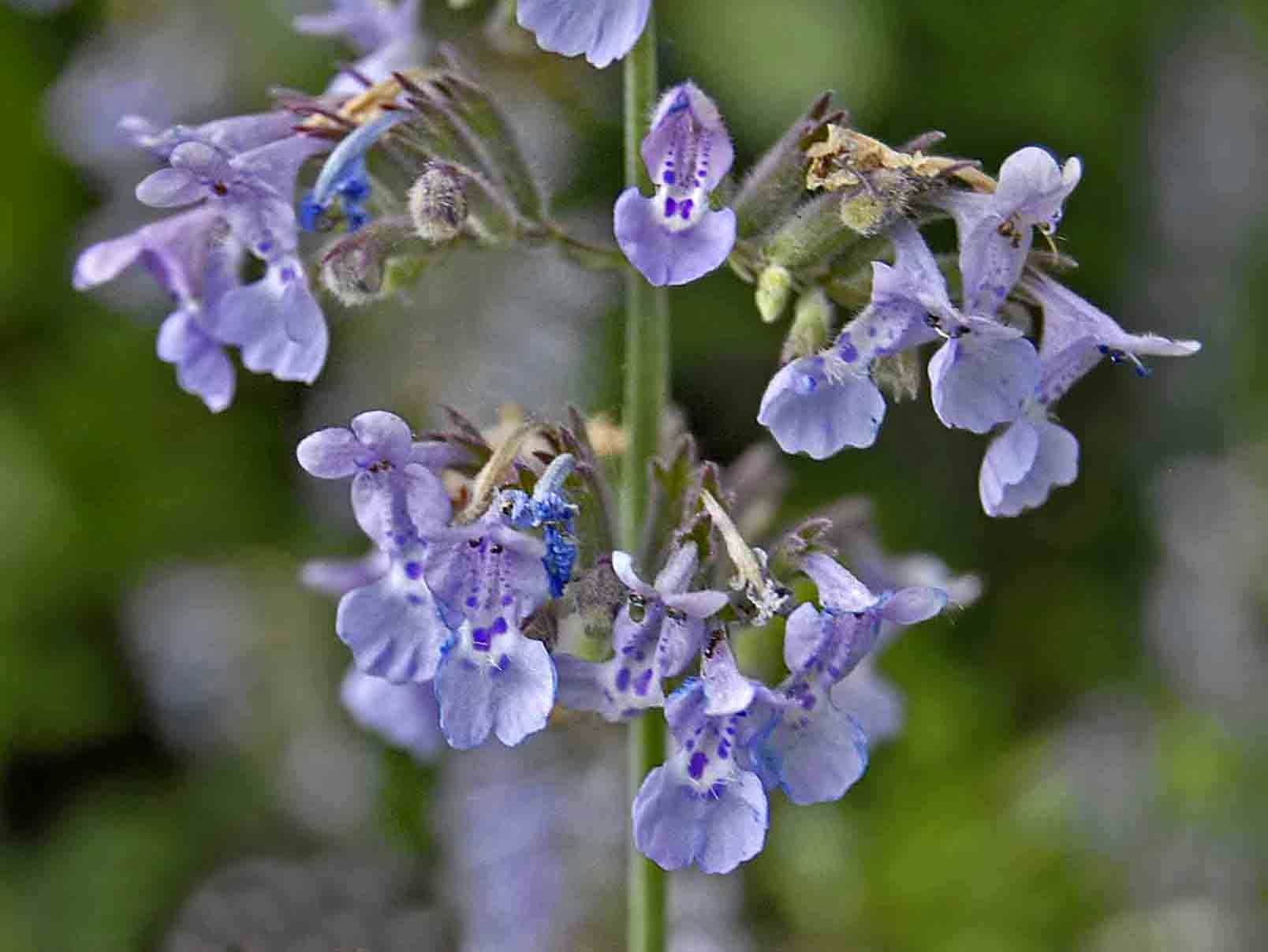
Infiorescenza
Nepeta nepetella

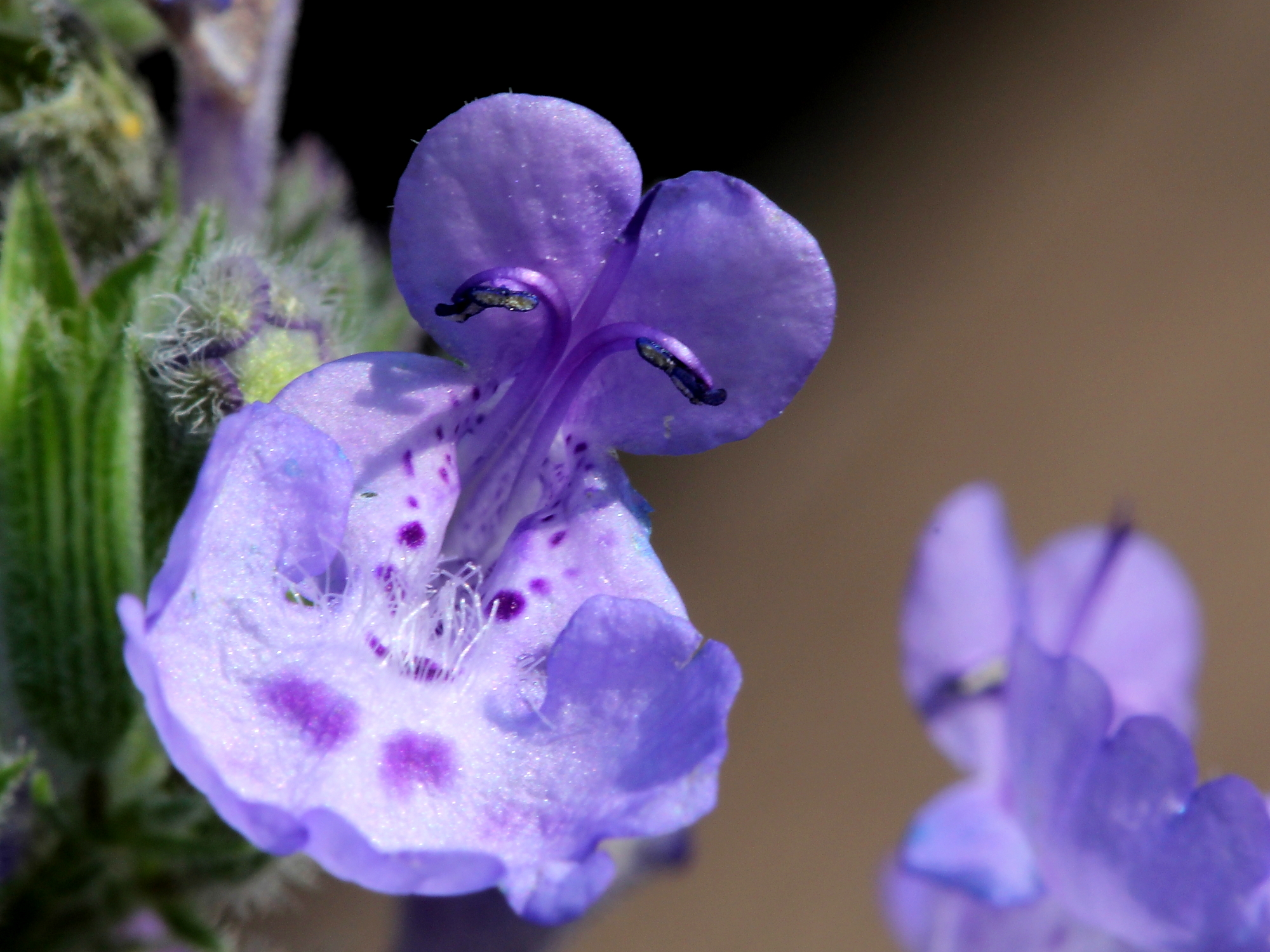
I fiori
Nepeta cataria

Queste piante possono raggiungere una altezza di 15 dm. Il portamento può essere subarbustivo o erbaceo (annuale o perenne). Sul territorio italiano la forma biologica prevalente è emicriptofita scaposa (H scap), ossia sono piante erbacee, a ciclo biologico perenne, con gemme svernanti al livello del suolo e protette dalla lettiera o dalla neve e sono dotate di un asse fiorale eretto e spesso privo di foglie. Alcune piante possono avere un gradevole odore di menta (piante aromatiche). Talvolta sono ginodioiche.

### Fusto
La parte aerea del fusto in genere è eretta, ramosa con indumento vellutato. I fusti sono a sezione quadrangolare (a causa della presenza di fasci di collenchima posti nei quattro vertici). A volte il fusto è sublegnoso.

### Foglie
La disposizione delle foglie lungo il fusto è opposta a 2 a 2 e ogni coppia è disposta a 90° rispetto a quella sottostante. Le foglie sono semplici, picciolate oppure sessili con lamina a forma da ovata a triangolare e cuoriforme alla base. I margini sono grossolanamente dentati. Le foglie superiori sono progressivamente ridotte. 

### Infiorescenza
L'infiorescenza è ramosa (di tipo tirsoide) ed è formata da verticillastri più o meno distanziati all'ascella di brattee differenti dalle foglie cauline. Ogni singolo fiore è sotteso da alcune bratteole a forma lanceolato-acuminata. Le infiorescenze possono essere sia sessili che peduncolate.

### Fiore
I fiori sono ermafroditi, zigomorfi, tetraciclici (con i quattro verticilli fondamentali delle Angiosperme: calice– corolla – androceo – gineceo) e pentameri (ogni verticillo ha 5 elementi).
- Formula fiorale. Per la famiglia di queste piante viene indicata la seguente formula fiorale:

X, K (5), [C (2+3), A 2+2] G (2), supero, 4 nucule
- Calice: il calice è tubuloso/campanulato (gamosepalo - i sepali sono concresciuti) e diritto o fortemente obliquo con diverse nervature (una quindicina) e termina con le fauci formate da cinque denti/lobi acuti subuguali (i superiori sono più lunghi). Il calice in questo caso è debolmente attinomorfo); in altri casi il calice è fortemente bilabiato (zigomorfo), sempre a 5 lobi, con struttura 3/2. È ricoperto da corti peli (indumento bianco-pubescente). Alla fruttificazione assume una forma urceolata.
- Corolla: la corolla è bilabiata (gamopetala con struttura 2/3 - corolla zigomorfa): il labbro superiore è formato da due lobi lievemente ripiegati all'insù; il labbro inferiore è formato da tre lobi (quello centrale è più grande di tutti ed è concavo). Il labbro inferiore è inoltre ricoperto di macchie più scure, mentre l'interno delle fauci è più chiaro sempre macchiato. Il tubo corollino esternamente è pubescente, mentre all'interno è privo dell'anello di peli caratteristico delle labiate (dei peli sono presenti solo alla base del labbro inferiore). Il colore è bianco-rosato, violetto, blu, con punte rosse ma anche giallo.
- Androceo: gli stami dei fiori ermafroditi sono quattro (un quinto stame è atrofizzato) e tutti fertili e con filamenti paralleli (non convergenti); sono inoltre inclusi, o sporgono appena. Raramente ci sono dei fiori con due soli stami (il paio anteriore è assente). Nelle piante solo femminili gli stami sono rudimentali e sterili. Gli stami sono didinami: i due posteriori sono più lunghi di quelli anteriori. Le antere sporgono appena dalla corolla; in particolare hanno l'unicità d'essere riunite e incrociate a 90° a due a due. I granuli pollinici sono del tipo tricolpato o esacolpato.
- Gineceo: l'ovario è supero (o anche semi-infero) formato da due carpelli saldati (ovario bicarpellare) ed è 4-loculare per la presenza di falsi setti divisori all'interno dei due carpelli. La placentazione è assile. Gli ovuli sono 4 (uno per ogni presunto loculo), hanno un tegumento e sono tenuinucellati (con la nocella, stadio primordiale dell'ovulo, ridotta a poche cellule).[15]. Lo stilo inserito alla base dell'ovario (stilo ginobasico) è del tipo filiforme e più o meno lungo come gli stami. Lo stigma è bifido con lobi subuguali. Il nettario è un disco (a 4 lobi) alla base e intorno all'ovario più sviluppato anteriormente e ricco di nettare.

### Frutti
Il frutto è un tetrachenio (composto da quattro nucule) racchiuso nel calice persistente. La forma è da ovoidale trigona a oboivale. I semi sono sprovvisti di endosperma.

## Riproduzione
- Impollinazione: l'impollinazione avviene tramite insetti tipo ditteri e imenotteri, raramente lepidotteri (impollinazione entomogama). I fiori sono apprezzati dalle api.[9][16]
- Riproduzione: la fecondazione avviene fondamentalmente tramite l'impollinazione dei fiori (vedi sopra).
- Dispersione: i semi cadendo a terra (dopo essere stati trasportati per alcuni metri dal vento – disseminazione anemocora) sono successivamente dispersi soprattutto da insetti tipo formiche (disseminazione mirmecoria).

## Distribuzione e habitat
L'habitat di queste piante è montagnoso e delle aree semi-desertiche o steppiche dell'Eurasia e del Nord Africa. Delle 7 specie  spontanee della flora italiana solo 3 vivono sull'arco alpino. La tabella seguente mette in evidenza alcuni dati relativi all'habitat, al substrato e alla distribuzione delle specie alpine.
| Specie | Comunità vegetali | Piani vegetazionali         | Substrato  | pH     | Livello trofico | H2O   | Ambiente       | Zona alpina         |
| --- | ----------------- | --------------------------- | ---------- | ------ | --------------- | ----- | -------------- | ------------------- |
| Nepeta cataria | 5                 | montano collinare           | Ca - Si    | neutro | alto            | secco | B2             | tutto l'arco alpino |
| Nepeta nepetella | 9                 | subalpino montano collinare | Ca - Ca/Si | neutro | basso           | arido | F2             | CN TO AO            |
| Nepeta nuda | 5                 | montano collinare           | Ca - Ca/Si | basico | medio           | arido | B2 F2 F7 G4 I3 | discontinua         |
| Legenda e note alla tabella. Substrato con “Ca/Si” si intendono rocce di carattere intermedio (calcari silicei e simili); vengono prese in considerazione solo le zone alpine del territorio italiano (sono indicate le sigle delle province). Comunità vegetali: 5 = comunità perenni nitrofile; 9 = comunità a emicriptofite e camefite delle praterie rase magre secche. Ambienti: B2 = ambienti ruderali, scarpate; F2 = praterie rase, prati e pascoli dal piano collinare al subalpino; F7 = margini erbacei dei boschi; G4 = arbusteti e margini dei boschi; I3 = querceti submediterranei. |                   |                             |            |        |                 |       |                |                     |

## Tassonomia
La famiglia di appartenenza del genere (Lamiaceae), molto numerosa con circa 250 generi e quasi 7000 specie, ha il principale centro di differenziazione nel bacino del Mediterraneo e sono piante per lo più xerofile (in Brasile sono presenti anche specie arboree). Per la presenza di sostanze aromatiche, molte specie di questa famiglia sono usate in cucina come condimento, in profumeria, liquoreria e farmacia. La famiglia è suddivisa in 7 sottofamiglie: il genere Nepeta è descritto nella tribù Mentheae (sottotribù Nepetinae) appartenente alla sottofamiglia Nepetoideae. Nelle classificazioni più vecchie la famiglia Lamiaceae viene chiamata Labiatae.
Il numero cromosomico delle specie di questo genere sono: 2n= 14, 16, 18, 30, 32, 34, 36 e 54.
Il genere è diviso in due sezioni:
- Eunepeta: i fiori sono monoclini (o monoici);
- Oxynepeta: i fiori sono diclini.

### Specie spontanee della flora italiana
Per meglio comprendere ed individuare le varie specie del genere (solamente per le specie spontanee della flora italiana) l'elenco seguente utilizza in parte il sistema delle chiavi analitiche:.
- Gruppo 1A: le bratteole (alla base di ogni singolo fiore) sono lunghe 7 - 12 mm;

- Gruppo 2A: il colore della corolla è violaceo con labbra azzurre; la dimensione delle bratteole è 5 x 7-9 mm;

- Nepeta tuberosa L. - Gattaia tuberosa: l'altezza varia da 3 a 6 dm; il ciclo biologico è perenne; la forma biologica è emicriptofita scaposa (H scap); il tipo corologico è Sud Ovest Mediterraneo; l'habitat tipico sono i pascoli aridi; in Italia è una pianta rara e si trova solamente in Sicilia fino ad un'altitudine di 800 m s.l.m..

- Gruppo 2B: la corolla è colorata più chiaramente; le bratteole sono più strette;

- Nepeta apuleii Ucria - Nepeta africana: la corolla è colorata di rosa; le bratteole sono larghe da 1 a 4 mm. L'altezza varia da 3 a 8 dm; il ciclo biologico è perenne; la forma biologica è emicriptofita scaposa (H scap); il tipo corologico è Sud Ovest Mediterraneo; l'habitat tipico sono i pascoli aridi; in Italia è una pianta rara e si trova solamente in Sicilia fino ad un'altitudine di 600 m s.l.m..
- Nepeta italica L. - Gattaia italiana: la corolla è colorata di bianco con macchie azzurre; le bratteole sono larghe da 0,5 a 1,5 mm. L'altezza varia da 2 a 4 dm; il ciclo biologico è perenne; la forma biologica è emicriptofita scaposa (H scap); il tipo corologico è Nord Mediterraneo - Turanico; l'habitat tipico sono le rupi calcaree; in Italia è una pianta molto rara e si trova solamente nelle Marche fino ad un'altitudine compresa tra 500 e 1200 m s.l.m..

- Gruppo 1B: le bratteole sono lunghe 1,5 - 4 mm;

- Gruppo 3A: il tubo del calice è incurvato e i denti superiori sono maggiori di quelli inferiori;

- Gruppo 4A: la lamina delle foglie (da ovata a lanceolata) è 1,5 - 2,5 volte più lunga che larga;

- Nepeta foliosa Moris - Gattaia della Sardegna: tutta la pianta è vischiosa; le infiorescenze sono formate da verticillastri all'ascella di foglie più o meno normali. L'altezza varia da 3 a 7 dm; il ciclo biologico è perenne; la forma biologica è emicriptofita scaposa (H scap); il tipo corologico è Endemico; l'habitat tipico sono i pascoli aridi calcarei; in Italia è una pianta molto rara e si trova solamente in Sardegna fino ad una altitudine compresa tra 600 e 1300 m s.l.m..
- Nepeta cataria L. - Gattaia comune: la pianta non è vischiosa; le foglie superiori sono progressivamente ridotte. L'altezza varia da 5 a 15 dm; il ciclo biologico è perenne; la forma biologica è emicriptofita scaposa (H scap); il tipo corologico è Est Mediterraneo - Turanico; l'habitat tipico sono gli incolti, i ruderi, le macerie e i vecchi muri; in Italia è una pianta rara e si trova su tutto il territorio (Sardegna esclusa) fino ad una altitudine di 1200 m s.l.m..

- Gruppo 4B: la lamina delle foglie (strettamente lanceolata) è da 3 a 6 volte più lunga che larga;

- Nepeta nepella L. - Gattaia minore: le foglie sono pubescenti o lanose, ma non vischiose. L'altezza varia da 3 a 6 dm; il ciclo biologico è perenne; la forma biologica è camefita suffruticosa (Ch suffr); il tipo corologico è Orofita - Ovest Mediterraneo; l'habitat tipico sono gli incolti, i ruderi e i vecchi muri; in Italia è una pianta rara e si trova al Nord-Est e Centro fino ad una altitudine compresa tra 800 e 2200 m s.l.m..

- Gruppo 3B: il tubo del calice è diritto e i denti sono subuguali;

- Nepeta nuda L. - Gattaia glabra: l'altezza varia da 8 a 12 dm; il ciclo biologico è perenne; la forma biologica è emicriptofita scaposa (H scap); il tipo corologico è Sud Europeo - Sud Siberiano (Steppico); l'habitat tipico sono gli incolti e i pascoli aridi; in Italia è una pianta rara e si trova al Nord (esclusa Emilia-Romagna) e al Centro ad una altitudine compresa tra 300 e 1600 m s.l.m..

### Generi simili
- Glechoma L. - Ellera terrestre : fino a metà del 1900 questo genere era compreso nel genere Nepeta; si differenzia per alcune parti della corolla (vedi più avanti).
- Stachys L. - Betonica, Stregona : sono piante annue; l'infiorescenza è disposta ad anello attorno al fusto; internamente alla corolla è presente un anello di peli.
- Prunella L. - Prunella : l'infiorescenza è apicale e più compatta, è inoltre protetta da brattee; i filamenti si prolungano oltre le antere.

Nelle vecchie trattazioni botaniche alcune specie di Glechoma erano descritte all'interno del genere Nepeta L.. In effetti le differenze tra le specie dei due generi (Glechoma e Nepeta) sono minime: il lobo mediano del labbro inferiore della corolla delle “Nepeta” è concavo (in Glechoma è piano), inoltre le foglie (sempre delle Nepeta) poste all'ascella dei fiori sono trasformate in brattee e quindi differenti dalle foglie cauline.

### Sinonimi
L'entità di questa voce ha avuto nel tempo diverse nomenclature. L'elenco seguente indica alcuni tra i sinonimi più frequenti:
- Afridia Duthie
- Cataria  Adans.
- Oxynepeta  Bunge
- Pitardia  Batt. ex Pit.
- Saccilabium  Rottb.
- Saussuria  Moench
- Schizonepeta  (Benth.) Briq.

## Usi

### Giardinaggio
Diverse specie di Nepeta sono coltivate nei giardini a scopo ornamentale soprattutto per il loro forte odore aromatico. Prediligono aree soleggiate, piuttosto sabbiose e secche.